# Мелинкрав
Мелинкрав (рум. Mălâncrav) — село у повіті Сібіу в Румунії. Входить до складу комуни Ласля.
Село розташоване на відстані 217 км на північний захід від Бухареста, 53 км на північний схід від Сібіу, 109 км на південний схід від Клуж-Напоки, 90 км на північний захід від Брашова.

## Населення
За даними перепису населення 2002 року у селі проживали 1027 осіб.
Національний склад населення села:
| Національність | Кількість осіб | Відсоток |
| -------------- | -------------- | -------- |
| румуни         | 560            | 54,5%    |
| цигани         | 291            | 28,3%    |
| німці          | 167            | 16,3%    |
| угорці         | 9              | 0,9%     |

Рідною мовою назвали:
| Мова      | Кількість осіб | Відсоток |
| --------- | -------------- | -------- |
| румунська | 852            | 83,0%    |
| німецька  | 165            | 16,1%    |
| угорська  | 8              | 0,8%     |